# F Defensora (F-41)
La fragata Defensora (F-41) de la Marinha do Brasil es una fragata de la clase Niterói. Fue puesta en gradas en 1972, botada en 1975 y asignada en 1977. Es el segundo barco con este nombre.

## Construcción
Construida por Vosper Thornycroft Ltd. (Woolston, Hampshire, Inglaterra), fue puesta en gradas el 14 de diciembre de 1972, botada el 27 de marzo de 1975 y asignada el 5 de marzo de 1977.

## Historia de servicio
A lo largo de su vida operativa ha participado de numerosos ejercicios y operativos junto a otras unidades de la marina brasilera y marinas extranjeras.